# WTA-seizoen 1993

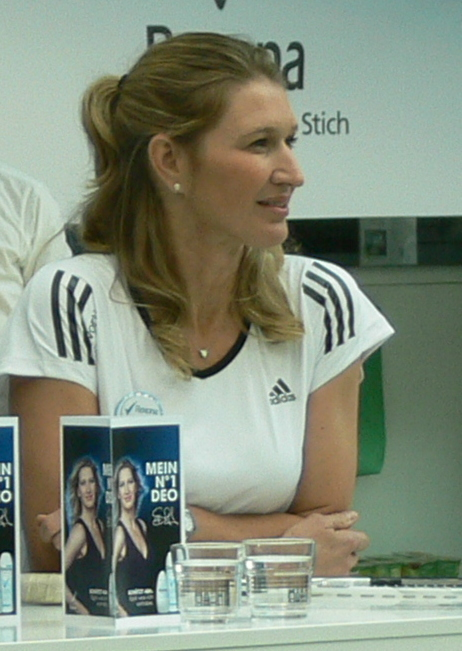
Winnares van de meeste enkelspeltitels: Steffi Graf

De WTA organiseerde in het seizoen 1993 onderstaande tennistoernooien.

## Winnaressen enkelspel met meer dan twee titels
| Speelster               | Aantal titels |
| ----------------------- | ------------- |
| Steffi Graf             | 10            |
| Conchita Martínez       | 5             |
| Martina Navrátilová     | 5             |
| Arantxa Sánchez Vicario | 4             |

## WTA-toernooikalender 1993
| Startdatum hoofdtoernooi | Officiële naam van het toernooi        | Land, stad                          | Cat.     | ($)       | Ondergrond        | Winnares enkelspel               |         |
| ------------------------ | -------------------------------------- | ----------------------------------- | -------- | --------- | ----------------- | -------------------------------- | ------- |
| 1993-01-04               | Danone Hardcourt Champ's               | Australië, Brisbane                 | Tier III | 150.000   | Hardcourt, buiten | Conchita Martínez                | details |
| 1993-01-11               | Sunsmart Victorian Open                | Australië, Melbourne                | Tier IV  | 100.000   | Hardcourt, buiten | Amanda Coetzer                   | details |
| 1993-01-11               | Peters NSW Open                        | Australië, Sydney                   | Tier II  | 275.000   | Hardcourt, buiten | Jennifer Capriati                | details |
| 1993-01-18               | Australian Open                        | Australië, Melbourne                | G.S.     | 2.400.000 | Hardcourt, buiten | Monica Seles                     | details |
| 1993-02-01               | Nutri-Metics Bendon Classic            | Nieuw-Zeeland, Auckland             | Tier IV  | 100.000   | Hardcourt, buiten | Elna Reinach                     | details |
| 1993-02-01               | Toray Pan Pacific Open                 | Japan, Tokio                        | Tier I   | 750.000   | Tapijt, binnen    | Martina Navrátilová              | details |
| 1993-02-08               | World Ladies in Osaka                  | Japan, Osaka                        | Tier III | 150.000   | Tapijt, binnen    | Jana Novotná                     | details |
| 1993-02-08               | VS of Chicago                          | Verenigde Staten, Chicago           | Tier II  | 375.000   | Tapijt, binnen    | Monica Seles                     | details |
| 1993-02-15               | VS of Oklahoma                         | Verenigde Staten, Oklahoma          | Tier III | 150.000   | Hardcourt, binnen | Zina Garrison                    | details |
| 1993-02-15               | Open Gaz de France                     | Frankrijk, Parijs                   | Tier II  | 375.000   | Tapijt, binnen    | Martina Navrátilová              | details |
| 1993-02-22               | Int'l Austrian Indoor Champ's          | Oostenrijk, Linz                    | Tier III | 150.000   | Tapijt, binnen    | Manuela Maleeva                  | details |
| 1993-02-22               | Matrix Essentials Evert Cup            | Verenigde Staten, Indian Wells      | Tier II  | 375.000   | Hardcourt, buiten | Mary Joe Fernandez               | details |
| 1993-03-01               | VS of Florida                          | Verenigde Staten, Delray Beach      | Tier II  | 375.000   | Hardcourt, buiten | Steffi Graf                      | details |
| 1993-03-12               | The Lipton Champ's                     | Verenigde Staten, Miami             | Tier I   | 900.000   | Hardcourt, buiten | Arantxa Sánchez Vicario          | details |
| 1993-03-22               | VS of Houston                          | Verenigde Staten, Houston           | Tier II  | 375.000   | Gravel, buiten    | Conchita Martínez                | details |
| 1993-03-25               | Light 'n' Lively Doubles Championships | Verenigde Staten, Wesley Chapel     | WTA      | 175.000   | Gravel, buiten    | Gigi Fernández Natallja Zverava† | details |
| 1993-03-29               | Family Circle Cup                      | Verenigde Staten, Hilton Head Isl.  | Tier I   | 750.000   | Gravel, buiten    | Steffi Graf                      | details |
| 1993-04-05               | Suntory Japan Open                     | Japan, Tokio                        | Tier III | 150.000   | Hardcourt, buiten | Kimiko Date                      | details |
| 1993-04-05               | Bausch & Lomb Champ's                  | Verenigde Staten, Amelia Island     | Tier II  | 375.000   | Gravel, buiten    | Arantxa Sánchez Vicario          | details |
| 1993-04-12               | Volvo Open                             | Thailand, Pattaya                   | Tier IV  | 100.000   | Hardcourt, buiten | Yayuk Basuki                     | details |
| 1993-04-19               | Women's Open Malaysia                  | Maleisië, Kuala Lumpur              | Tier IV  | 100.000   | Hardcourt, binnen | Nicole Provis                    | details |
| 1993-04-19               | International Champ's of Spain         | Spanje, Barcelona                   | Tier II  | 375.000   | Gravel, buiten    | Arantxa Sánchez Vicario          | details |
| 1993-04-26               | Indonesian Champ's                     | Indonesië, Jakarta                  | Tier IV  | 100.000   | Hardcourt, buiten | Yayuk Basuki                     | details |
| 1993-04-26               | Ilva Trophy                            | Italië, Tarente                     | Tier IV  | 100.000   | Gravel, buiten    | Brenda Schultz                   | details |
| 1993-04-26               | Citizen Cup                            | Duitsland, Hamburg                  | Tier II  | 375.000   | Gravel, buiten    | Arantxa Sánchez Vicario          | details |
| 1993-05-03               | Belgian Open                           | België, Luik                        | Tier IV  | 100.000   | Gravel, buiten    | Radka Bobková                    | details |
| 1993-05-03               | Italian Open                           | Italië, Rome                        | Tier I   | 750.000   | Gravel, buiten    | Conchita Martínez                | details |
| 1993-05-10               | German Open                            | Duitsland, Berlijn                  | Tier I   | 750.000   | Gravel, buiten    | Steffi Graf                      | details |
| 1993-05-17               | Internationaux de Strasbourg           | Frankrijk, Straatsburg              | Tier III | 150.000   | Gravel, buiten    | Naoko Sawamatsu                  | details |
| 1993-05-17               | European Open                          | Zwitserland, Luzern                 | Tier III | 150.000   | Gravel, buiten    | Lindsay Davenport                | details |
| 1993-05-24               | Roland Garros                          | Frankrijk, Parijs                   | G.S.     | 3.456.143 | Gravel, buiten    | Steffi Graf                      | details |
| 1993-06-07               | DFS Classic                            | Verenigd Koninkrijk, Birmingham     | Tier III | 150.000   | Gras, buiten      | Lori McNeil                      | details |
| 1993-06-14               | Volkswagen Cup                         | Verenigd Koninkrijk, Eastbourne     | Tier II  | 375.000   | Gras, buiten      | Martina Navrátilová              | details |
| 1993-06-21               | Wimbledon                              | Verenigd Koninkrijk, Londen         | G.S.     | 3.312.302 | Gras, buiten      | Steffi Graf                      | details |
| 1993-07-05               | Torneo Internazionale                  | Italië, Palermo                     | Tier IV  | 100.000   | Gravel, buiten    | Radka Bobková                    | details |
| 1993-07-12               | BVV Prague Open                        | Tsjechië, Praag                     | Tier IV  | 100.000   | Gravel, buiten    | Natalia Medvedeva                | details |
| 1993-07-12               | Citroën Cup                            | Oostenrijk, Kitzbühel               | Tier III | 150.000   | Gravel, buiten    | Anke Huber                       | details |
| 1993-07-26               | San Marino Open                        | San Marino, San Marino              | Tier IV  | 100.000   | Gravel, buiten    | Marzia Grossi                    | details |
| 1993-07-26               | Puerto Rico Open                       | Puerto Rico, San Juan               | Tier IV  | 150.000   | Hardcourt, buiten | Linda Wild                       | details |
| 1993-07-26               | Acura US Hardcourt Champ's             | Verenigde Staten, Stratton Mountain | Tier II  | 375.000   | Hardcourt, buiten | Conchita Martínez                | details |
| 1993-08-02               | Mazda Classic                          | Verenigde Staten, San Diego         | Tier II  | 375.000   | Hardcourt, buiten | Steffi Graf                      | details |
| 1993-08-09               | VS of Los Angeles                      | Verenigde Staten, Los Angeles       | Tier II  | 375.000   | Hardcourt, buiten | Martina Navrátilová              | details |
| 1993-08-16               | Canadian Open                          | Canada, Toronto                     | Tier I   | 750.000   | Hardcourt, buiten | Steffi Graf                      | details |
| 1993-08-23               | OTB International Open                 | Verenigde Staten, Schenectady       | Tier III | 150.000   | Hardcourt, buiten | Larisa Neiland                   | details |
| 1993-08-30               | US Open                                | Verenigde Staten, New York          | G.S.     | 3.967.250 | Hardcourt, buiten | Steffi Graf                      | details |
| 1993-09-13               | Digital Open                           | Hongkong, Hongkong                  | Tier IV  | 100.000   | Hardcourt, buiten | Wang Shi-ting                    | details |
| 1993-09-20               | Nichirei International Champ's         | Japan, Tokio                        | Tier II  | 375.000   | Hardcourt, buiten | Amanda Coetzer                   | details |
| 1993-09-27               | Sapporo Open                           | Japan, Sapporo                      | Tier IV  | 100.000   | Tapijt, binnen    | Linda Wild                       | details |
| 1993-09-27               | Volkswagen Cup                         | Duitsland, Leipzig                  | Tier II  | 375.000   | Tapijt, binnen    | Steffi Graf                      | details |
| 1993-10-04               | P&G Open                               | Taiwan, Taipei                      | Tier IV  | 100.000   | Hardcourt, buiten | Wang Shi-ting                    | details |
| 1993-10-04               | Barilla Indoors                        | Zwitserland, Zürich                 | Tier I   | 750.000   | Tapijt, binnen    | Manuela Maleeva                  | details |
| 1993-10-11               | Open Languedoc-Roussillon              | Frankrijk, Montpellier              | Tier IV  | 100.000   | Tapijt, binnen    | Jelena Lichovtseva               | details |
| 1993-10-11               | Porsche Tennis GP                      | Duitsland, Filderstadt              | Tier II  | 375.000   | Hardcourt, binnen | Mary Pierce                      | details |
| 1993-10-18               | Budapest Open                          | Hongarije, Boedapest                | Tier III | 150.000   | Tapijt, binnen    | Zina Garrison                    | details |
| 1993-10-18               | Autoglass Classic                      | Verenigd Koninkrijk, Brighton       | Tier II  | 375.000   | Tapijt, binnen    | Jana Novotná                     | details |
| 1993-10-25               | Bancesa Classic                        | Brazilië, Curitiba                  | Tier IV  | 100.000   | Gravel, buiten    | Sabine Hack                      | details |
| 1993-10-25               | Nokia Grand Prix                       | Duitsland, Essen                    | Tier II  | 375.000   | Tapijt, binnen    | Natalia Medvedeva                | details |
| 1993-11-01               | Challenge Bell                         | Canada, Québec                      | Tier III | 150.000   | Tapijt, binnen    | Nathalie Tauziat                 | details |
| 1993-11-01               | Bank of the West Classic               | Verenigde Staten, Oakland           | Tier II  | 375.000   | Tapijt, binnen    | Martina Navrátilová              | details |
| 1993-11-08               | VS of Philadelphia                     | Verenigde Staten, Philadelphia      | Tier I   | 750.000   | Tapijt, binnen    | Conchita Martínez                | details |
| 1993-11-15               | WTA Championships                      | Verenigde Staten, New York          | WTA      | 3.708.500 | Tapijt, binnen    | Steffi Graf                      | details |

† dubbelspeltoernooi

## Primeurs
Speelsters die in 1993 hun eerste WTA-enkelspeltitel wonnen:
- Amanda Coetzer (Zuid-Afrika) in Melbourne, Australië
- Elna Reinach (Zuid-Afrika) in Auckland, Nieuw-Zeeland
- Radka Bobková (Tsjechië) in Luik, België
- Lindsay Davenport (VS) in Luzern, Zwitserland
- Marzia Grossi (Italië) in San Marino, San Marino
- Linda Wild (VS) in San Juan, Puerto Rico
- Wang Shi-ting (Taiwan) in Hongkong, Hongkong
- Jelena Lichovtseva (Kazachstan) in Montpellier, Frankrijk